# Матисон, Аугуст Мартынович
Аугуст Мартынович Ма́тисон (латыш. Augusts Matisons) — советский хозяйственный, государственный и политический деятель.

## Биография
Родился в 1898 году в селе Турайда под Сигулдой.
С 1919 года — на хозяйственной, общественной и политической работе: рабочий, член рабочего комитета, красногвардеец, пленён Германией, возвращён в Латвию, красноармеец, на подпольной коммунистической работе в комсомоле Латвии, член Коммунистической партии Латвии с 1929 года, делегат съезда Интернационала в Москве от КП Латвии, арестован, освобождён, вновь арестован, амнистирован, на партийной работе после присоединения Латвии к СССР, участник Великой Отечественной войны, парторг 123-го гвардейского стрелкового полка 45-й гвардейской Латышской стрелковой дивизии.
Избирался депутатом Верховного Совета СССР 1-го созыва.
Погиб в 1944 году под городом Мадона в Латвии.